# 20243 Den Bosch
20243 Den Bosch este o planetă minoră (asteroid), cu un diametru de 5,562 km, din centura de asteroizi. A fost descoperită pe 25 februarie 1998 la Observatorul La Silla de Eric Walter Elst. 
Obiectul prezintă o orbită caracterizată de o semiaxă mare de 2,338836 UAi, o excentricitate de 0,2170973, o înclinație de 11,4696 ° în raport cu ecliptica.